# 알메티옙스크
알메티옙스크(러시아어: Альме́тьевск, 타타르어: Әлмәт)는 러시아 타타르 공화국 남동부에 위치한 도시로, 인구는 140,437명(2002년 기준)이다. 자이 강 좌안과 접하며 카잔(타타르 공화국의 수도)에서 남동쪽으로 265km 정도 떨어진 곳에 위치한다. 1953년 신설되었으며 주요 공업은 석유 화학 공업이다.